# Кокеля, Вероника
Вероника Кокеля (рум. Veronica Cochelea; род. 15 ноября 1965, Войнешти, Яссы), в девичестве Коджану (рум. Cogeanu) — румынская гребчиха, выступавшая за сборную Румынии по академической гребле в 1980-х и 1990-х годах. Двукратная олимпийская чемпионка, четырёхкратная чемпионка мира, победительница и призёрка многих регат национального значения. Также известна как тренер по гребле. Почётный гражданин Бухареста (2000).

## Биография
Вероника Коджану родилась 15 ноября 1965 года в коммуне Войнешти, жудец Яссы, Румыния. Занималась академической греблей в Бухаресте в столичном гребном клубе «Стяуа».
Первого серьёзного успеха на взрослом международном уровне добилась в сезоне 1985 года, когда вошла в основной состав румынской национальной сборной и побывала на чемпионате мира в Хазевинкеле, откуда привезла награду бронзового достоинства, выигранную в зачёте парных четвёрок — в решающем финальном заезде пропустила вперёд только экипажи из Восточной Германии и Советского Союза.
В 1986 году на мировом первенстве в Ноттингеме стала серебряной призёркой в парных двойках.
На чемпионате мира 1987 года в Копенгагене попасть в число призёров не смогла, показала в парных четвёрках четвёртый результат.
Благодаря череде удачных выступлений удостоилась права защищать честь страны на летних Олимпийских играх 1988 года в Сеуле, где завоевала серебряную и бронзовую медали в программе парных двоек и четвёрок соответственно. Начиная с этого времени выступала на соревнованиях под фамилией мужа Кокеля.
В 1989 году на чемпионате мира в Бледе выиграла серебряную медаль в парных двойках.
На мировом первенстве 1990 года в Тасмании заняла шестое место в распашных безрульных двойках и одержала победу в восьмёрках.
В 1991 году на чемпионате мира в Вене взяла бронзу в восьмёрках.
Находясь в числе лидеров гребной команды Румынии, благополучно прошла отбор на Олимпийские игры 1992 года в Барселоне — здесь стала серебряной призёркой одновременно в парных двойках и четвёрках.
В 1993 году на чемпионате мира в Рачице была лучшей в восьмёрках, тогда как в парных двойках показала на финише шестой результат.
На мировом первенстве 1994 года в Индианаполисе финишировала четвёртой в безрульных четвёрках и получила бронзу в рулевых восьмёрках.
В 1995 году на чемпионате мира в Тампере стала серебряной призёркой в восьмёрках.
Представляла страну на Олимпийских играх 1996 года в Атланте — на сей раз стартовала исключительно в восьмёрках, обошла всех своих соперниц в финале и тем самым завоевала золотую олимпийскую медаль.
После атлантской Олимпиады Кокеля осталась в составе румынской национальной сборной на ещё один олимпийский цикл и продолжила принимать участие в крупнейших международных регатах. Так, в 1997 году она одержала победу на трёх этапах Кубка мира, в то время как на чемпионате мира в Эгбелете добавила в послужной список серебряную и золотую награды, полученные в безрульных двойках и рулевых восьмёрках соответственно.
На мировом первенстве 1998 года в Кёльне заняла четвёртое место в безрульных двойках и вновь победила в восьмёрках, став таким образом четырёхкратной чемпионкой мира по академической гребле.
В 2000 году отправилась состязаться на Олимпийских играх 2000 года в Сиднее, где показала пятый результат в парных двойках и снова одержала победу в распашных восьмёрках.
В 2000 году награждена командорским крестом ордена «За заслуги».
Завершив спортивную карьеру, занялась тренерской деятельностью. Начиная с 2015 года работает тренером в национальной сборной Румынии по академической гребле.